# Веретенівський парк
Верете́нівський парк — парк-пам'ятка садово-паркового мистецтва місцевого значення в Україні. Розташований на північно-західній околиці міста Суми, між вулицями Ковпака, Веретенівською та Березовою. 
Площа 18,2464 га. Статус присвоєно 1972 року. Перебуває у віданні: Сумський національний аграрний університет. 
Через парк протікає річка Попадька, що впадає в річку Сумку. 

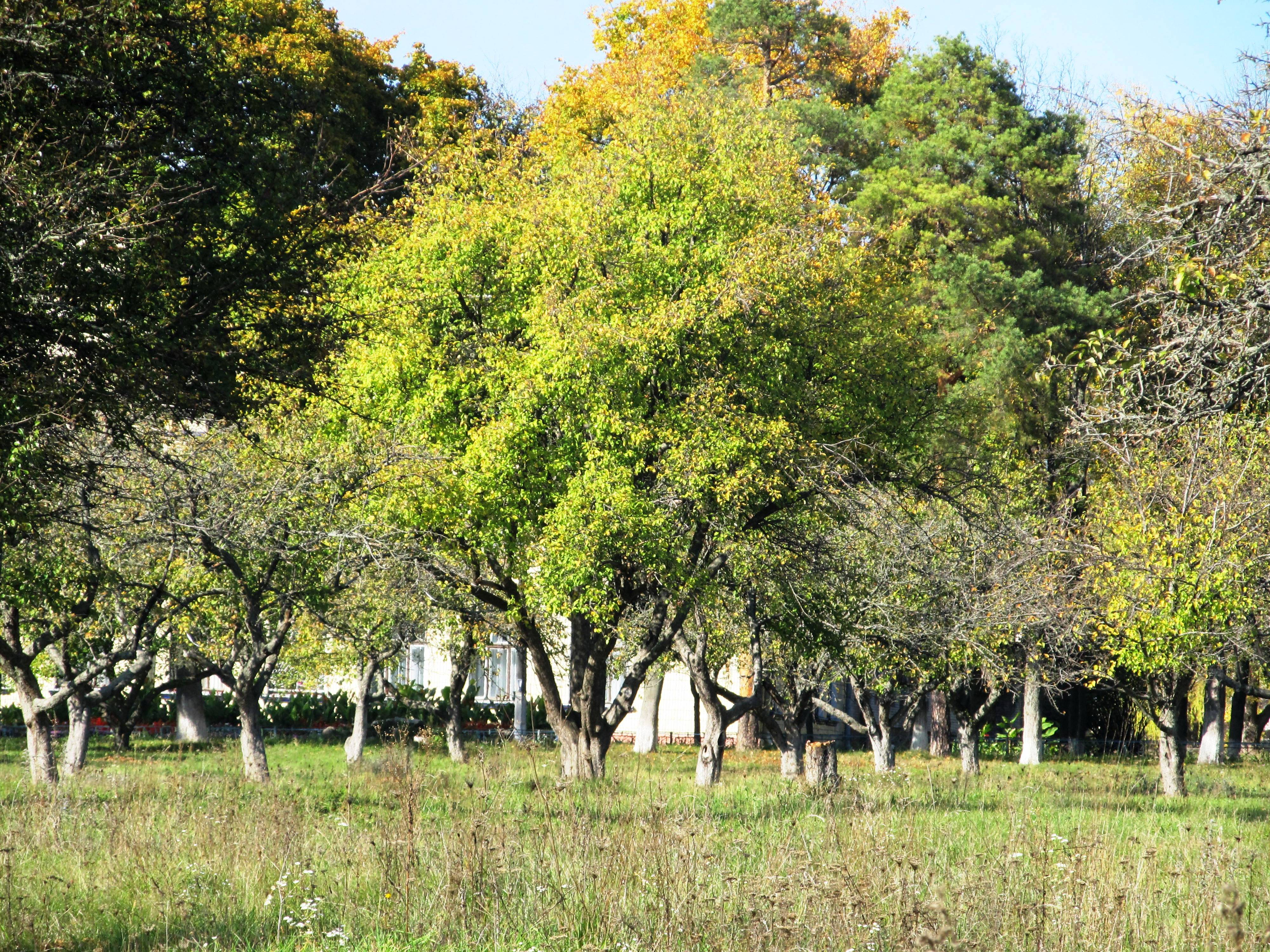
Яблуневий сад Веретинівського парку.

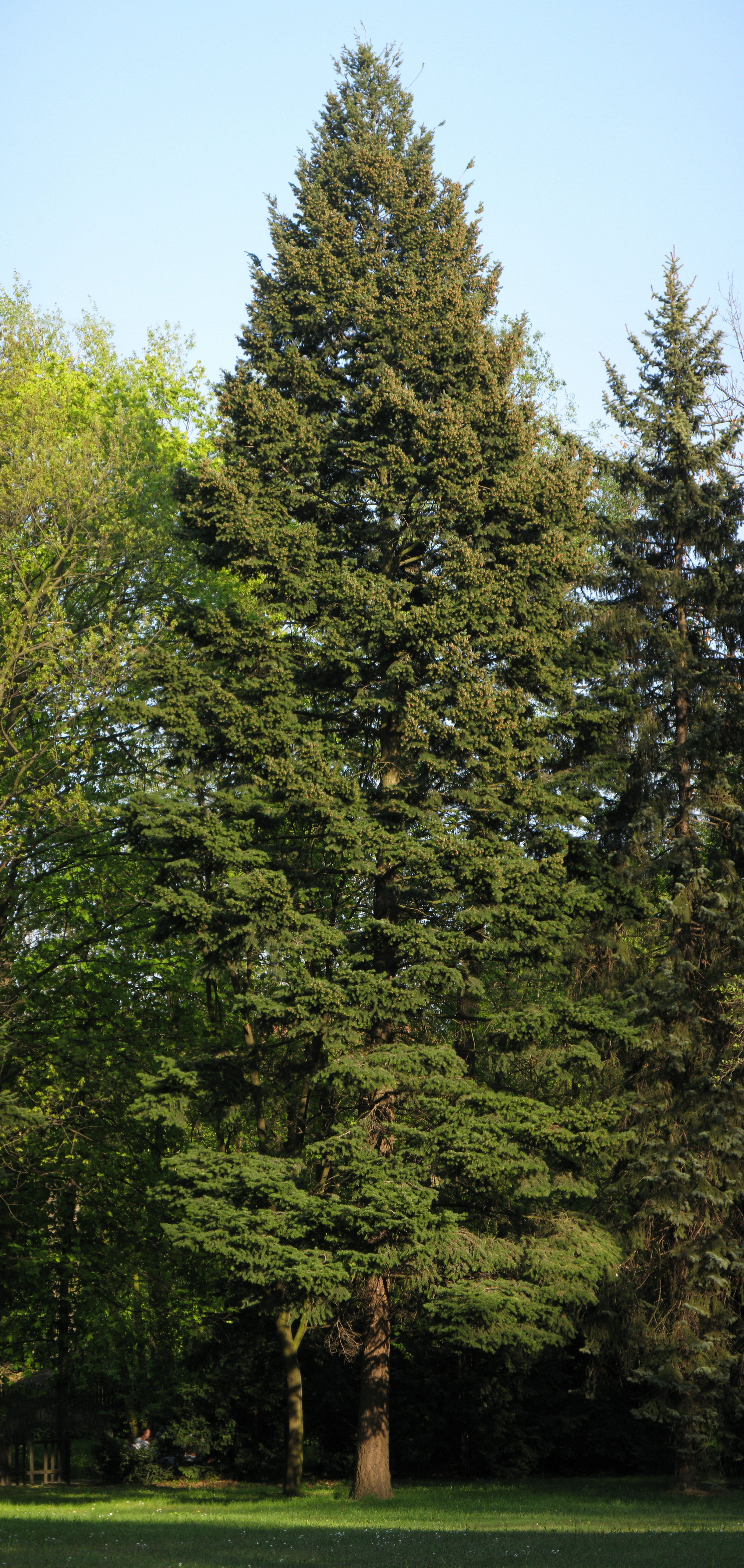
Псевдотсуга Мензіса

## Історія
Парк заснований в 1904 році. Сьогодні тут можна побачити столітні сосни і ялини. Створений він був силами місцевого земського вчителя Федора Пилиповича Котукова та його учнів. У центральній частині парку до наших часів зберігся яблуневий сад. Наразі він не входить до складу основного масиву парку. В минулому на базі Веретинівського парку неодноразово відбувалися осінні виставки досягнень сільськогосподарського виробництва Сумщини. В середині 1970-х років була висаджена багаторядна березова алея. Вона є композиційною віссю парку.

## Ландшафт
Територія парку складається з основної паркової та заплавної частин. Близько 60 % території парку займають паркові пейзажні композиції. Вони розмістилися на надзаплавні терасі. Решта території — природні угруповання заплави річки Попадька та її безіменної східної притоки.

## Водні джерела
На території парку розташоване джерело. Водоносні піщані шари в нижній частині схилів утворюють п'ять великих і тринадцять малих джерел підземних вод. Загальний дебіт джерельної води у весняні та осінні дні становить 1,2—2,0 л/сек. Відсутність сульфатів і хлоридів створюють витончений смак прохолодної джерельної води. Цю воду з задоволенням вживають місцеві жителі.

## Флора
В парку вирощені поодиноко чи біогрупами (3-5 особин) дерева сосни звичайної і австрійської, ялини європейської і колючої, псевдотсуги Мензіса і модрини європейської. Особливою декоративністю відзначається псевдотсуга Мензіса (група з 6 дерев). У неї блискучі зелені, зверху жолобчасті хвоїнки, довжиною 15-25 мм. Знизу хвоїнки розташовані дві білуваті смужки. Шишки великі (до 7-10 см завдовжки). Покривні луски мають загострену лопать і виступають над насіннєвими. Шишки на деревах виростають щороку, що є свідченням доброї адаптації виду на Сумщині. Крім цих видів хвойних дерев, при розбудові парку використали ясен звичайний і дуб звичайний, в'яз гладкий і березу повислу, липу серцелисту і широколисту, клени гостролистий і цукровий, робінію звичайний тощо. В заплаві розташоване озерце площею близько 1 га. Невелику площу в заплаві займають угруповання вільхи. Тут також можна зустріти поодинокі великі дерева верби білої і в'язу гладкого, тополі білої і тополі чорної. 
Всього в колекції деревних і чагарникових рослин парку нараховується близько 30 видів, серед яких є типові представники місцевої флори, так і цікаві інтродуковані види.

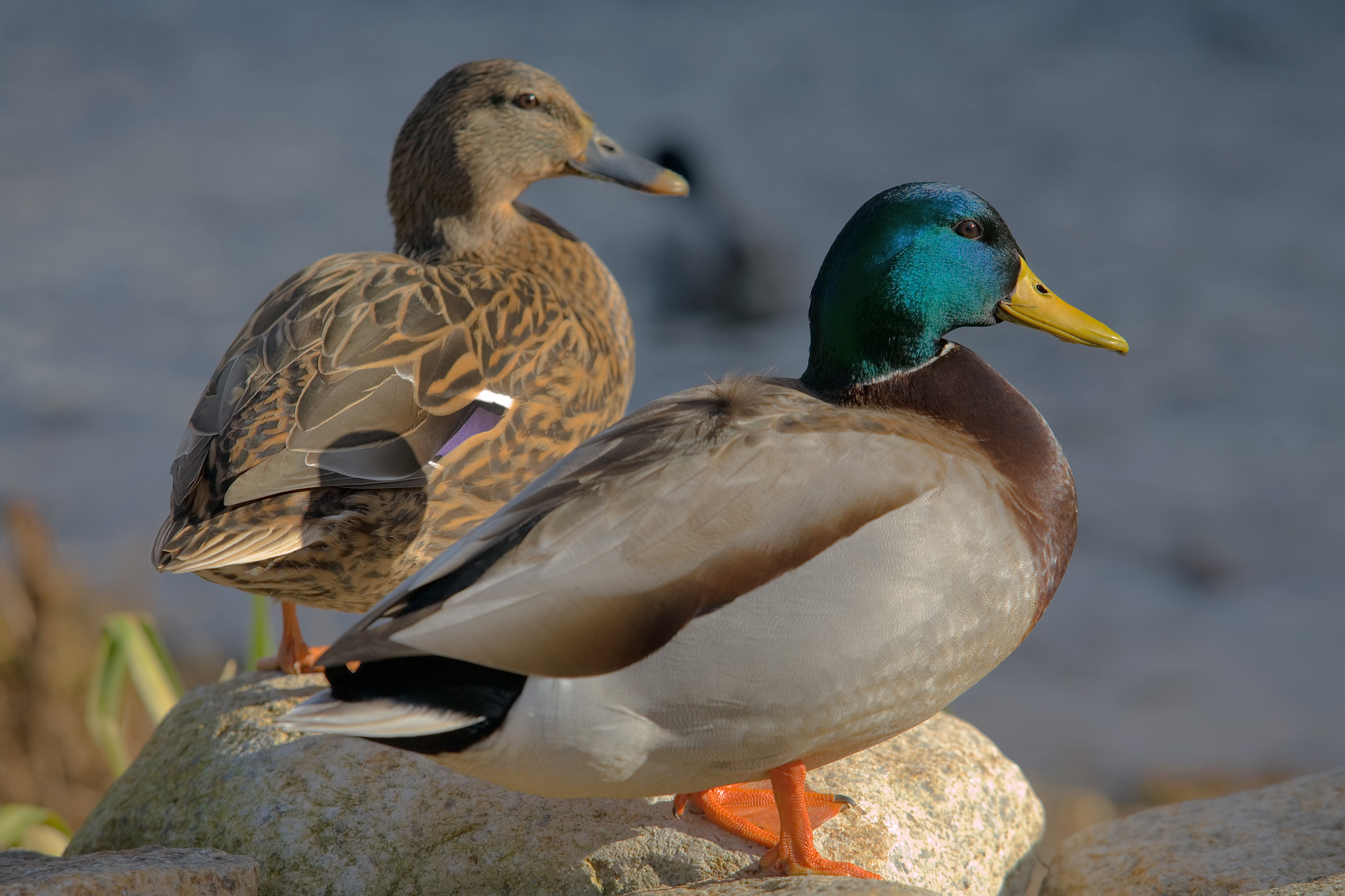
Крижень

## Фауна
У парку знаходять прихисток такі дикі тварини як заєць сірий і вивірка звичайна. У заплаві гніздяться крижні та лиски.

## Година Землі 2017

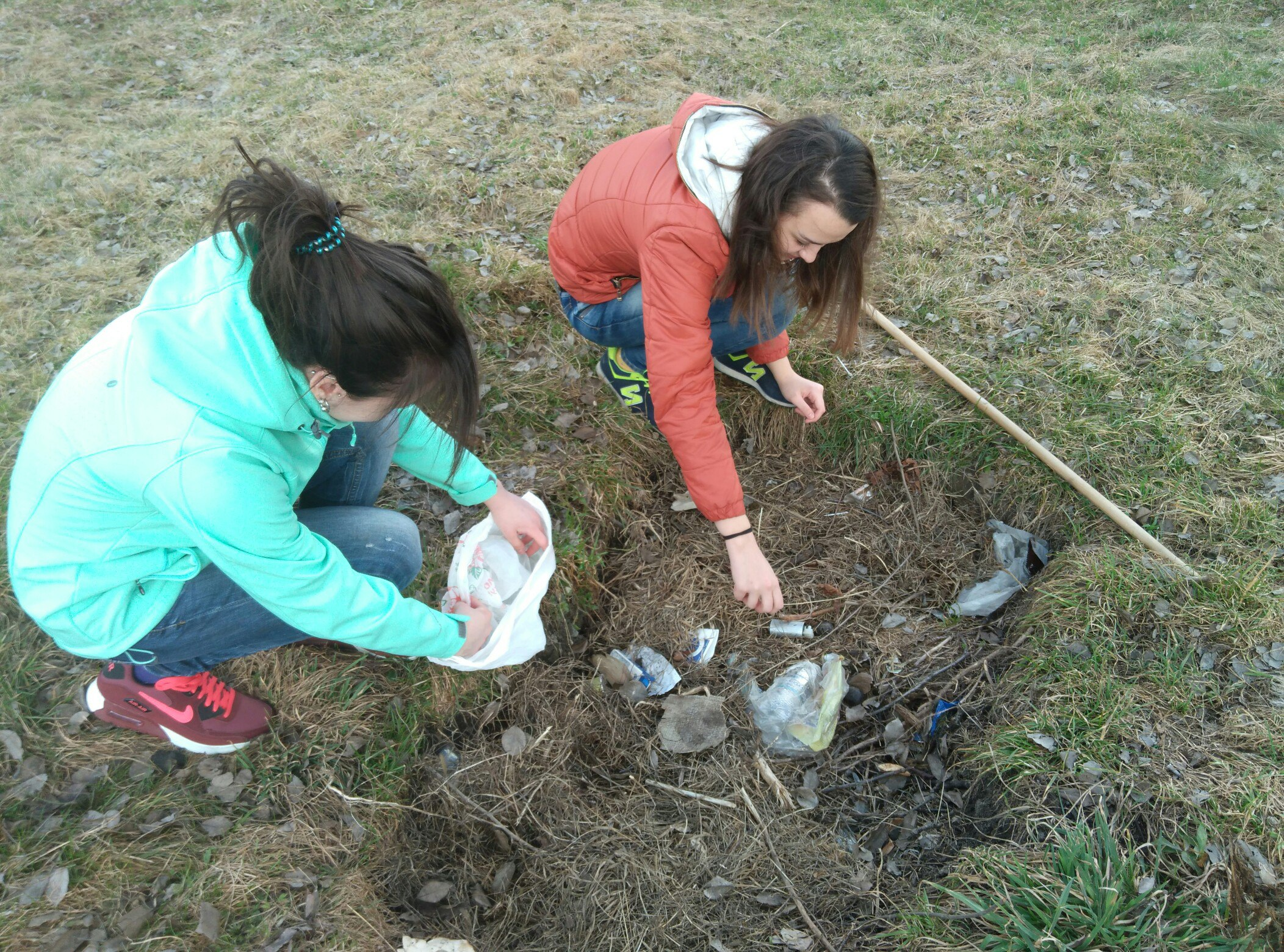
Прибирання Веретинівського парку

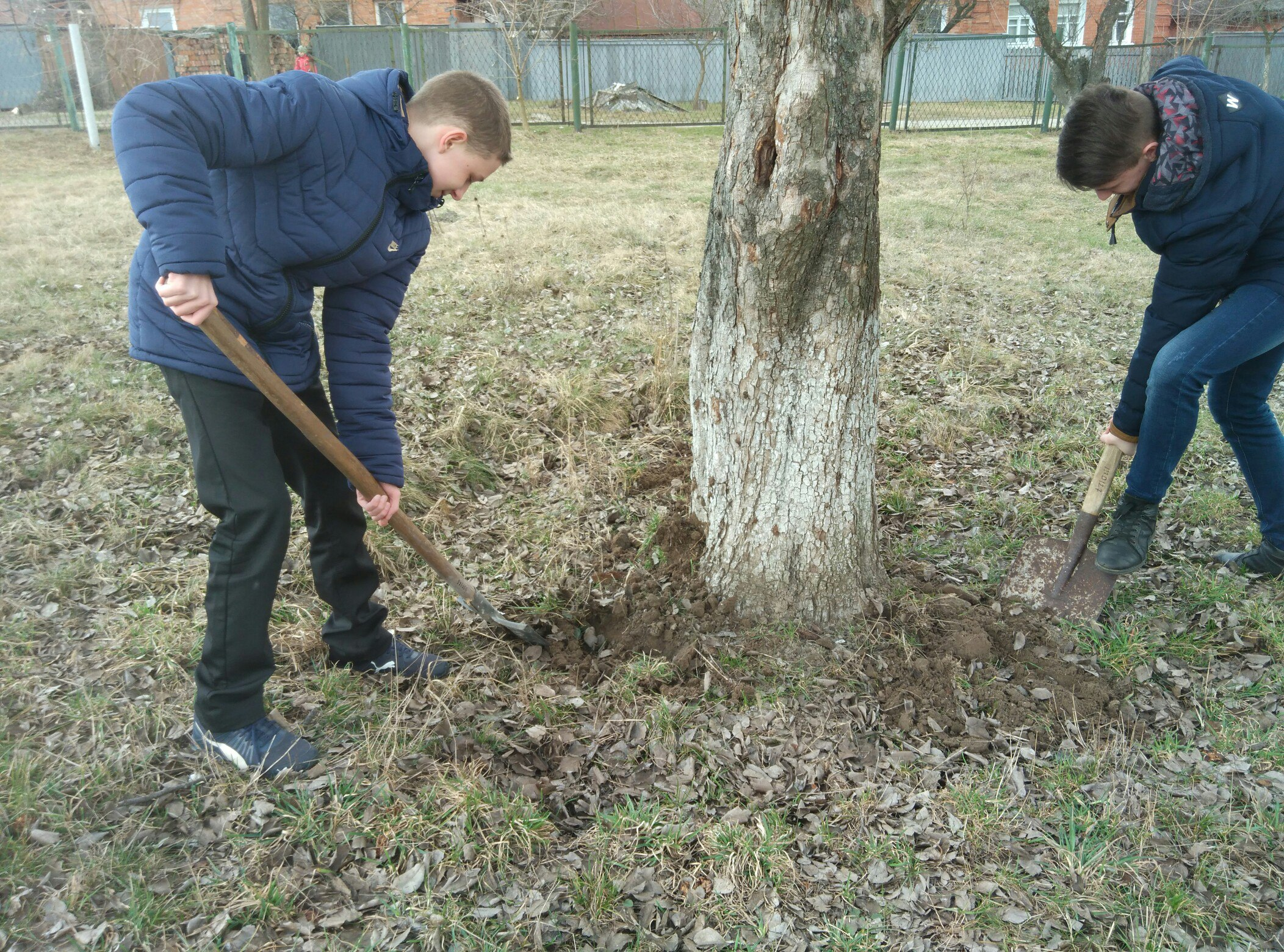
Обкопування дерев у Веретинівському парку

25 березня 2017 року в Україні стартувала всесвітня кампанія Година Землі від WWF (Всесвітнього фонду природи). Кожного року вона об'єднує всіх небайдужих людей, які відповідально ставляться до майбутнього планети. 2017 року кампанія прагнула привернути увагу українців до своєї природної спадщини та допомогти природним паркам України. Саме з цією метою учні Комунальної установи Сумської загальноосвітньої школи I-III ступенів № 5 м. Суми, Сумської області долучилися до даної акції та здійснили весняне прибирання території парку 25 березня 2017 року. Вже два роки поспіль вони беруть участь у проекті «Школа Енергії», який був запущений Асоціацією «Енергоефективні міста України» (АЕМУ) та здійснюють різноманітні екологічні акції, направлені на збереження енергії та природних ресурсів.